# Zmróżka sosnowa
Zmróżka sosnowa (Cryptocephalus (Disopus) pini) – gatunek chrząszcza z rodziny stonkowatych i podrodziny Cryptocephalinae.
Imago długości 3,5-5 mm, cylindryczny, głowa wciągnięta w przedtułowie, głowa i tarczka brązowoczerwona, pokrywy i nogi brunatnożółte, nogi krótkie, uda zgrubiałe, wierzchołki goleni rozszerzone.
Owady żerują w sierpniu i wrześniu na igłach młodych sosen, świerków i jodeł. Wygryzają w tegorocznych igłach jedną lub dwie długie rynienki. Opanowane igły brunatnieją, drzewka stają się podatne na ataki innych szkodników, w tym m.in. na smolika znaczonego. Larwy zmróżki żyją na powierzchni gleby odżywiając się martwymi fragmentami roślin.

## Rozprzestrzenienie
Gatunek palearktyczny. W Europie wykazany został z Albanii, Austrii, Białorusi, Belgii, Bośni i Hercegowiny, Bułgarii, Chorwacji, Czech, Danii, Estonii, Finlandii, Francji, Hiszpanii, Holandii, byłej Jugosławii, Liechtensteinu, Litwy, Luksemburgu, Łotwy, Macedonii, Mołdawii, Niemiec, Norwegii, Polski, Portugalii, Rosji, Rumunii, Słowacji, Słowenii, Szwecji, Szwajcarii, Ukrainy, Węgier i Włoch. W Azji sięga przez Syberię Zachodnią, Syberię Wschodnią i rosyjski Daleki Wschód po Japonię.
W Polsce spotykany na terenie całego kraju, a w niektórych miejscach jest najliczniejszym gatunkiem w swoim rodzaju.

## Systematyka
Opisano trzy podgatunki tej zmróżki:
- Cryptocephalus pini pini Linnaeus, 1758
- Cryptocephalus pini difformis Jacoby, 1885
- Cryptocephalus pini guilhemi Schaefer, 1958